# Paraxenetus
Paraxenetus är ett släkte av insekter. Paraxenetus ingår i familjen ängsskinnbaggar.
Kladogram enligt Catalogue of Life:
| Paraxenetus | \| \| Paraxenetus bracteatus \| \| \| \| \| \| Paraxenetus guttulatus \| \| \| \| |
|             | \| \| Paraxenetus bracteatus \| \| \| \| \| \| Paraxenetus guttulatus \| \| \| \| |
|             | Paraxenetus bracteatus                                                            |
|             |                                                                                   |
|             | Paraxenetus guttulatus                                                            |
|             |                                                                                   |